# Кастехон, Антонио
Антонио Кастехон Эспиноса (исп. Antonio Castejón Espinosa; 1 июня 1896, Манила — 2 июля 1979, Мадрид) — испанский военачальник, генерал. Участник гражданской войны 1936—1939.

## Биография
Получил военное образование, пехотный офицер, принадлежал к числу «африканистов» (офицеров, долгое время служивших в Африке). К 1936 году был майором Иностранного легиона, расквартированного в Марокко. Активный участник военного заговора против правительства Народного фронта, пришедшего к власти в феврале 1936 года. 17 июля 1936 года майор Кастехон стал одним из руководителей выступления правых военных в Марокко, положившего начало гражданской войне. Был одним из руководителей захвата восставшими города Тетуана, в котором находился Верховный комиссариат Испании в Марокко. По словам российского историка С. Ю. Данилова, восставшими войсками расторопно распоряжались не знавшие сомнений «африканисты» — майор Кастехон и полковник Ягуэ. К 19 июля в их руках было всё Испанское Марокко.
После установления восставшими контроля над Марокко Кастехон вылетел на самолёте в Севилью, перешедшую к тому времени под контроль восставших. Участвовал в переброске Африканской армии на юг Испании, где по приказу генерала Гонсало Кейпо де Льяно устанавливал контроль над различными городами Андалузии — среди них были Морон-де-ла-Фронтера, Ультера и Пуэнте-Хениль. После возвращения в Севилью, 1 августа 1936 года получил приказ генерала Франсиско Франко во главе командира второй колонны африканских войск выступить на север для соединения с войсками генерала Эмилио Молы. Операция проводилась под общим руководством подполковника Хуана Ягуэ, однако командиры колонн (Кастехон, подполковник Карлос Асенсио Кабанильяс, майор Телья) обладали высокой степенью самостоятельности. В состав каждой колонны входили «бандера» Иностранного легиона и «табор» «регулярес» (марокканских войск под командованием испанских офицеров), с одной или двумя артиллерийскими батареями).
Выступив из Севильи 3 августа и передвигаясь на грузовиках, колонна Кастехона в ходе стремительного наступления участвовала в занятии Сафры, Альмендралехо, Мериды и города Бадахос, а также ряда других населённых пунктов в Эстремадуре, дойдя к 3 сентября до города Талавера де ла Рейна, который также был взят штурмом. Войска произведённого в подполковники Кастехона принимали активное участие во взятии Толедо и в наступлении на Мадрид осенью 1936 года, когда им удалось прорвать оборону республиканцев. Участвовал и в неудачном штурме Мадрида в районе Университетского городка, во время которого лично водил солдат в атаки и был тяжело ранен в бедро.
Один из наиболее энергичных командиров «африканских» частей во время гражданской войны, он был произведён в полковники и участвовал в битве на реке Эбро в качестве командира дивизии в составе армии Андалузии. В конце войны был произведён в генералы. В дальнейшем продолжил службу в испанской армии, занимал должность генерал-капитана второго военного округа со штабом в Севилье. Завершил военную карьеру в чине генерал-лейтенанта.